# Sur la pierre blanche
Sur la pierre blanche est un roman philosophique, à la fois historique et d’anticipation, d'Anatole France publié d'abord dans L'Humanité, puis en 1905 chez Calmann-Lévy.

## Forme et style de l’œuvre
Le texte se présente en grande partie sous la forme de dialogues philosophiques, et contient des exposés sur le racisme et l'antisémitisme, le stoïcisme et sa critique, le développement du christianisme et le procès de Paul de Tarse, ainsi que sur la durée des civilisations et leurs transformations par les rencontres et les conflits entre les peuples. L’œuvre traite dans son ensemble de l'évolution de l’Humanité, et esquisse la possibilité d'une création des États-Unis du monde. Elle se termine par la description d'un idéal socialiste/communisme en l'an 2270, et par une remarque sur les limites biologiques et temporelles de l’espèce humaine, qui ont pour conséquence que non seulement l’Humanité disparaîtra, mais que d’autres espèces, peut-être plus intelligentes, prendront la suite.
Le grand thème qui traverse tout le livre est la possibilité de regarder vers l'avenir, de prédire ce que l'avenir nous réserve. Au début du roman, les cinq amis visitent les fouilles archéologiques de la ville de Rome, et à un moment donné Nicole Langelier, issue d'une famille parisienne traditionnelle d'éditeurs et d'humanistes, commence à lire un manuscrit de son cru, qui constitue le chapitre II.
Le manuscrit raconte l'histoire de la rencontre, racontée dans Actes des Apôtres 18, entre le proconsul de l'Achaïe, Gallion, et l'apôtre Paul dans la ville de Corinthe. Le proconsul et ses amis, philosophes et intellectuels, ont discuté de l'avenir de l'Empire romain et du successeur du dieu Jupiter, mais face au personnage entre les mains duquel se trouve cet avenir chrétien, ils perdent par préjugé l'occasion historique de dialoguer avec lui.
De même, après que les cinq intellectuels discutent des maux du monde – colonialisme européen, guerres, racisme – Hippolyte Dufresne, un amoureux des arts, sort un manuscrit de sa poche et se met à le lire (chapitre V). Il y imagine un monde post-capitaliste, collectiviste, où la propriété privée des moyens de production a été abolie, comme le préconise la doctrine marxiste. Un monde pacifique et rationnel, où l'Europe, l'Afrique, l'Amérique et l'Océanie forment de grands blocs politiques non plus divisés en nations plus petites. Plus d'un siècle après la rédaction de l'ouvrage, on constate rétrospectivement que, de même que Gallion et ses amis ne pouvaient prédire l'avenir de l'Empire romain, Anatole France ne pouvait prédire l'avenir du monde.
Anatole France considérait Sur la pierre blanche comme l’une de ses œuvres les plus importantes, à côté de ses romans philosophiques.

## Cadre de l’œuvre
À Rome, parmi les ruines de la civilisation antique, plusieurs amis français discutent du destin des peuples.

## Un idéal socialiste/communisme
L'avant-dernière partie, Par la porte de corne ou par la porte d’ivoire, se situe en 2270. Une grande partie du Monde est alors constituée en Fédération. Les inégalités et les hiérarchies ont presque totalement disparu, le chômage a disparu, le travail est peu pénible et laisse du temps pour s’instruire, les hommes et les femmes sont égaux.